# Club Atlético de Madrid 1973-1974
Questa voce raccoglie le informazioni riguardanti il Club Atlético de Madrid nelle competizioni ufficiali della stagione 1973-1974.

## Stagione
Nella stagione 1973-1974 i Colchoneros, allenati da Juan Carlos Lorenzo, terminarono il campionato al secondo posto a otto punti dal Barcellona. In Coppa del Generalísimo l'Atlético Madrid venne eliminato dai Blaugrana in semifinale. In Coppa dei Campioni, i Rojiblancos persero la ripetizione della finale contro i tedeschi del Bayern Monaco; la prima partita si concluse 1-1 dopo i tempi supplementari.

## Maglie e sponsor
| Manica sinistra · Manica sinistra · Maglietta · Maglietta · Manica destra · Manica destra · Pantaloncini · Calzettoni | Manica sinistra · Maglietta · Manica destra · Pantaloncini · Calzettoni |

## Rosa
| N. |                      | Ruolo | Calciatore                |
| -- | -------------------- | ----- | ------------------------- |
| -  | Spagna (bandiera)    | P     | Miguel Reina              |
| -  | Spagna (bandiera)    | P     | José Pacheco Gómez        |
| -  | Spagna (bandiera)    | P     | Rodri                     |
| -  | Spagna (bandiera)    | D     | José Luis Capón           |
| -  | Spagna (bandiera)    | D     | Eusebio Bejarano          |
| -  | Argentina (bandiera) | D     | Ramón Heredia             |
| -  | Spagna (bandiera)    | D     | Francisco Melo            |
| -  | Argentina (bandiera) | D     | Iselín Ovejero            |
| -  | Argentina (bandiera) | D     | Panadero                  |
| -  | Spagna (bandiera)    | D     | Enrique Vicente Hernández |
| -  | Spagna (bandiera)    | D     | Antonio Raya              |
| -  | Spagna (bandiera)    | D     | Rafael Prado Fraguas      |
| -  | Spagna (bandiera)    | C     | Adelardo                  |

| N. |                      | Ruolo | Calciatore         |
| -- | -------------------- | ----- | ------------------ |
| -  | Spagna (bandiera)    | C     | Javier Irureta     |
| -  | Paraguay (bandiera)  | C     | Domingo Benegas    |
| -  | Spagna (bandiera)    | C     | Alberto Fernández  |
| -  | Spagna (bandiera)    | C     | Ignacio Salcedo    |
| -  | Spagna (bandiera)    | C     | Francisco Bermejo  |
| -  | Argentina (bandiera) | C     | Ramón Cabrero ()   |
| -  | Argentina (bandiera) | A     | Rubén Ayala        |
| -  | Spagna (bandiera)    | A     | Luis Aragonés      |
| -  | Argentina (bandiera) | A     | José Gárate        |
| -  | Spagna (bandiera)    | A     | Heraldo Bezerra () |
| -  | Spagna (bandiera)    | A     | José Ufarte        |
| -  | Spagna (bandiera)    | A     | Jesús Salcedo      |
| -  | Spagna (bandiera)    | A     | Santiago Juncosa   |

## Risultati

### Primera División

#### Girone d'andata
| Arbitro: | Orrantia Capelastegui |

|  |           |                                            |
|  | Marcatori | 3’ Becerra 49’ Gárate 88’ (aut.) J. Manuel |

| Arbitro: | Medina Iglesias |

|                              |           |            |
| Gárate 44’, 56’ Aragonés 88’ | Marcatori | 21’ Valdez |

| Arbitro: | Canera Coscolín |

|                   |           |  |
| Germán 70’ (rig.) | Marcatori |  |

| Arbitro: | Sáiz Elizondo |

|                               |           |               |
| Irureta 18’ (rig.) Gárate 60’ | Marcatori | 89’ Melenchón |

| Arbitro: | Urrestarazu Elordi |

|                            |           |             |
| A. Aguirre 31’ Zuviría 56’ | Marcatori | 76’ Becerra |

| Arbitro: | Tomeo Palanques |

|                                |           |  |
| Salcedo 36’ Irureta 55’ (rig.) | Marcatori |  |

| Arbitro: | Medina Iglesias |

|                     |           |  |
| de Diego 14’ (rig.) | Marcatori |  |

| Arbitro: | Urrestarazu Elordi |

|                                                 |           |               |
| Ayala 58’, 66’ Gárate 79’ Capón 80’ Heredia 87’ | Marcatori | 73’ Muruzábal |

| Arbitro: | Sánchez Ríos |

|                              |           |  |
| Pirri 50’ Amancio 75’ (rig.) | Marcatori |  |

| Madrid 11 novembre 1973 10ª giornata | Atlético Madrid | 0 – 0 referto | Castellón | Vicente Calderón\| Arbitro: \| Canera Coscolín \| |
| Arbitro:                             | Canera Coscolín |               |           |                                                   |

| Arbitro: | Forés Bachero |

|           |           |  |
| Santi 82’ | Marcatori |  |

| Arbitro: | Tomeo Palanques |

|                                       |           |           |
| Gárate 2’, 42’ Aragonés 28’ Capón 81’ | Marcatori | 75’ Pazos |

| Arbitro: | Segrelles Del Pilar |

|                             |           |                  |
| Ovejero 17’ (aut.) Rojo 20’ | Marcatori | 32’, 75’ Becerra |

| Madrid 16 dicembre 1973 14ª giornata | Atlético Madrid | 0 – 0 referto | Real Saragozza | Vicente Calderón\| Arbitro: \| Rigo Sureda \| |
| Arbitro:                             | Rigo Sureda     |               |                |                                               |

| Arbitro: | Bueno Perales |

|                        |           |            |
| Cruijff 43’ Rexach 55’ | Marcatori | 63’ Gárate |

| Arbitro: | Franco Martínez |

|                                 |           |  |
| Aragonés 40’ (rig.) Becerra 58’ | Marcatori |  |

| Arbitro: | Sáiz Elizondo |

|                              |           |  |
| Benegas 48’ (aut.) Galán 78’ | Marcatori |  |

#### Girone di ritorno
| Arbitro: | Forés Bachero |

|                         |           |  |
| Salcedo 60’ Irureta 74’ | Marcatori |  |

| Arbitro: | Orrantia Capelastegui |

|  |           |           |
|  | Marcatori | 15’ Ayala |

| Arbitro: | Bueno Perales |

|                                         |           |           |
| Ayala 2’ Aragonés 73’ (rig.) Gárate 80’ | Marcatori | 82’ Trona |

| Elche 3 febbraio 1974 21ª giornata | Elche           | 0 – 0 referto | Atlético Madrid | Altabix\| Arbitro: \| Tomeo Palanques \| |
| Arbitro:                           | Tomeo Palanques |               |                 |                                          |

| Arbitro: | Navarrete Antiñolo |

|                          |           |             |
| Irureta 34’ Aragonés 87’ | Marcatori | 72’ Isabelo |

| Arbitro: | Urrestarazu Elordi |

|                    |           |                                          |
| Eusebio 11’ (aut.) | Marcatori | 34’ (aut.) Rivas 39’ Gárate 65’ Aragonés |

| Arbitro: | Sánchez Ríos |

|                                                             |           |             |
| Salcedo 10’ Irureta 22’ Capón 36’ Adelardo 40’ Aragonés 43’ | Marcatori | 9’ J. Maria |

| San Sebastián 10 marzo 1974 25ª giornata | Real Sociedad   | 0 – 0 referto | Atlético Madrid | Atocha\| Arbitro: \| Medina Iglesias \| |
| Arbitro:                                 | Medina Iglesias |               |                 |                                         |

| Arbitro: | Balsa Ron |

|  |           |                         |
|  | Marcatori | 80’ Marañón 85’ Macanás |

| Arbitro: | Orrantia Capelastegui |

|            |           |             |
| Clarés 76’ | Marcatori | 10’ Becerra |

| Arbitro: | Juango Ruiz |

|                        |           |            |
| Heredia 40’ Gárate 61’ | Marcatori | 44’ Dueñas |

| Arbitro: | Carreño Arquimbau |

|                |           |  |
| G. Soriano 25’ | Marcatori |  |

| Arbitro: | Oliva Fortuny |

|           |           |  |
| Ayala 11’ | Marcatori |  |

| Arbitro: | Orellana Álvarez |

|                                                |           |  |
| Diarte 7’ Soto 36’ Planas 55’ Arrúa 77’ (rig.) | Marcatori |  |

| Arbitro: | Bueno Perales |

|                                 |           |  |
| Aragonés 85’ (rig.) Heredia 89’ | Marcatori |  |

| Arbitro: | Urrestarazu Elordi |

|              |           |                          |
| Bustillo 33’ | Marcatori | 36’ Becerra 67’ Aragonés |

| Arbitro: | Carreño Arquimbau |

|             |           |  |
| Irureta 60’ | Marcatori |  |

### Coppa del Generalísimo
| Arbitro: | Sáiz Elizondo |

|                             |           |              |
| Gárate 65’ Salcedo 69’, 82’ | Marcatori | 56’ Estéfano |

| Arbitro: | Balsa Ron |

|  |           |                                    |
|  | Marcatori | 48’ Gárate 69’ Salcedo 71’ Becerra |

| Arbitro: | Emilio Carreño |

|                          |           |  |
| Salcedo 10’ Aragonés 12’ | Marcatori |  |

| Arbitro: | Orellana Álvarez |

|                                   |           |             |
| G. Castany 23’ (rig.), 74’ (rig.) | Marcatori | 29’ Becerra |

| Arbitro: | Rigo Sureda |

|            |           |              |
| Asensi 30’ | Marcatori | 89’ Panadero |

| Arbitro: | Olavarria González |

|            |           |                        |
| Irureta 6’ | Marcatori | 75’ Clarés 95’ Juanito |

### Coppa dei Campioni
| Madrid 19 settembre 1973, ore 21:00 CET Primo turno – Andata | Atlético Madrid | 0 – 0 referto | Galatasaray | Vicente Calderón (34 259 spett.)\| Arbitro: \| Corver \| |
| Arbitro:                                                     | Corver          |               |             |                                                          |

| Arbitro: | Männig |

|  |           |              |
|  | Marcatori | 100’ Salcedo |

| Arbitro: | Bucek |

|  |           |                         |
|  | Marcatori | 18’ Bezerra 88’ Eusebio |

| Arbitro: | Taylor |

|                     |           |                          |
| Ayala 10’ Capón 73’ | Marcatori | 2’ Lucescu 13’ Georgescu |

| Arbitro: | Angonese |

|  |           |                        |
|  | Marcatori | 8’ Aragonés 79’ Gárate |

| Madrid 21 marzo 1974, ore 21:00 Quarti di finale – Ritorno | Atlético Madrid | 0 – 0 referto | Stella Rossa | Vicente Calderón (45 000 spett.)\| Arbitro: \| Schulenburg \| |
| Arbitro:                                                   | Schulenburg     |               |              |                                                               |

| Glasgow 10 aprile 1974, ore 21:00 CET Semifinale – Andata | Celtic  | 0 – 0 referto | Atlético Madrid | Celtic Park (73 000 spett.)\| Arbitro: \| Babacan \| |
| Arbitro:                                                  | Babacan |               |                 |                                                      |

| Arbitro: | Scheurer |

|                         |           |  |
| Gárate 77’ Adelardo 87’ | Marcatori |  |

| Arbitro: | Loraux |

|                    |           |               |
| Schwarzenbeck 119’ | Marcatori | 114’ Aragonés |

| Arbitro: | Delcourt |

|                                 |           |  |
| Hoeneß 28’, 83’ Müller 58’, 71’ | Marcatori |  |

## Statistiche

### Statistiche di squadra
| Competizione           | Punti | Totale | Totale | Totale | Totale | Totale | Totale | DR  |
| Competizione           | Punti | G      | V      | N      | P      | Gf     | Gs     | DR  |
| ---------------------- | ----- | ------ | ------ | ------ | ------ | ------ | ------ | --- |
| Primera División       | 42    | 30     | 18     | 6      | 10     | 50     | 31     | +19 |
| Coppa del Generalísimo | -     | 6      | 3      | 1      | 2      | 11     | 6      | +5  |
| Coppa dei Campioni     | -     | 10     | 4      | 5      | 1      | 10     | 7      | +3  |
| Totale                 | -     | 46     | 25     | 12     | 13     | 71     | 44     | +27 |